# El terrorista
El terrorista es una película en blanco y negro de Argentina dirigida por Daniel Cherniavsky según su propio guion escrito en colaboración con Tomás Eloy Martínez y Augusto Roa Bastos sobre el argumento de Roa Bastos que se estrenó el 18 de octubre de 1962 y que tuvo como protagonistas a Jacinto Herrera, María Rosa Gallo, Emilio Alfaro y Beto Gianola.

## Sinopsis
Un hombre débil es utilizado por una organización para cometer atentados terroristas.

## Reparto
- Jacinto Herrera
- María Rosa Gallo
- Emilio Alfaro
- Beto Gianola
- Horacio Nicolai
- Virginia Lago
- Oscar Ferrigno
- Jorge Cavanet …José María
- Oscar Llompart
- Beatriz Fabre …Niña
- Néstor Norevó
- Alberto Lares

## Comentarios
King dijo en Crítica:

”…meramente expositiva…queda de todas maneras en pie, una buena labor de dirección.”

La Razón opinó:

”Poco clara y carente de rigor…manifiesta insinceridad…No se entiende bien el propósito que persigue.”

Por su parte Manrupe y Portela escriben:

”Confusa aproximación a uno de los temas que comenzó a tener vigencia en la época.”